# Цві Мільштейн
Цві (Григорій Ісаакович) Мільштейн (фр. Zwy Milshtein, варіанти імені: Zwi, Zvi, Zvy, нар. 25 червня 1934, Кишинів, Бессарабія — 29 грудня 2020 року, Париж) — французький художник, гравер, письменник, драматург.

## Біографія
Цві Мільштейн народився в 1934 році в Кишиневі в сім'ї бухгалтера, директора оргієвського ощадно-позикового товариства, потім керуючого Кишинівським кооперативним банком Ісаака Абрамовича Мільштейна та рахівниці Ріви Давидівни Розенфельд. Батько Цві також був регіональним директором Джойнт в Бессарабії і уповноваженим по Балканським країнам. Після приєднання Бессарабії до СРСР 9 липня 1940 року батько Цві був заарештований, 2 листопада засуджений на 8 років виправно-трудового табору і помер 13 квітня 1942 року в Івделі.
У 1941—1945 роках Цві з матір'ю і братом Давидом був в евакуації — спочатку в Ждановську, потім в Тбілісі (двоюрідна сестра матері була одружена з першим секретарем обкому КП(б) Абхазької АРСР Акакієм Мгеладзе і Мільштейни жили в їхньому тбіліському будинку). У 1943—1944 роках Цві навчався малюванню в Палаці піонерів в Тбілісі. У 1945 році Мільштейни як колишні румунські піддані виїхали до Румунії (брав уроки живопису у Джордже Штефанеску в Бухаресті), звідти в 1947 році на Кіпр (брав уроки ліплення у Зєєва Бен-Цві).
З 1948 року — в Ізраїлі (навчався у Гіти Райтлер, Аарона Авні, Мордехая Ардона і Моше Мокаді), де в 1954 році відбулася перша персональна виставка (Тель-Авів). З 1955 року Цві Мільштейн жив у Франції (Париж).
Працював в стилі експресіонізму. Цикл графічних робіт за мотивами «Майстра і Маргарити» М. А. Булгакова.
У 1997 році роботи Мільштейна були відібрані для святкування двохсотріччя від дня народження Г. Х. Андерсена в Данії. Виставки Цві Мільштейна проходили з 26 травня по 26 червня 2000 року в Музеї російського мистецтва (живопис) і у Французькому культурному центрі (графіка) в Києві.
Автор ілюстрованих дитячих книжок, есеїстики, двох романів («Le rire du chat» і «Le Chant du chien») і п'єси «Le Chant du chien» (поставлена Валерієм Дековським в паризькому Espace Rachi в сезоні 2005—2006), переведених на польську мову.